# Augusto de Carvalho
Antonio Augusto de Carvalho (* 1905 in Sintra; † 19. Dezember 1984) war ein portugiesischer Radrennfahrer und nationaler Meister im Radsport.

## Sportliche Laufbahn
Augusto de Carvalho war Straßenradsportler. Von 1927 bis 1932 war er Berufsfahrer, immer in portugiesischen Radsportteams. 1927 gewann er die erste Austragung der Portugal-Rundfahrt vor Manuel Nuñes De Abreu. Er startete für das Carcavelos-Team und gewann fünf Tagesabschnitte in dem Etappenrennen. Auch im Rennen Taça da União war er in jener Saison erfolgreich. 1928 gewann er die nationale Meisterschaft im Straßenrennen, 1927 war er hinter António Ramos Malha Zweiter geworden. Weitere Siege holte er in den Rennen Tomar–Lisboa 1928, Lisboa–Coimbra 1929, in der Volta dos Campeões und Lourinhã–Coruche–Lourinhã 1930. 1931 gelang ihm ein Etappensieg in der Portugal-Rundfahrt.